# ویلیام باوری
 ویلیام باوری (انگلیسی: William Bowrey؛ زاده ۲۵ دسامبر ۱۹۴۳) یک تنیس‌باز اهل استرالیا است.